# GDDR7
Graphics Double Data Rate 7 Synchronous Dynamic Random-Access Memory (GDDR7 SDRAM) é um tipo de memória gráfica de acesso aleatório síncrona (SGRAM) especificada pelo JEDEC Semiconductor Memory Standard, com alta largura de banda, interface de "Double data rate", projetada para uso em placas gráficas, consoles de jogos, e computação de alto desempenho. É um tipo de GDDR SDRAM (gráfico DDR SDRAM), e é o sucessor do GDDR6

## Histórico
- No Samsung Tech Day 2022, a Samsung anunciou o GDDR7 como o sucessor do GDDR6X, que poderia fornecer até 36 GT/s.[1] A Samsung anunciou dois meses depois que usaria a sinalização PAM-3 para atingir a maior taxa de transferência.[2]
- Em 8 de março de 2023, a Cadence anunciou a ferramenta de solução de verificação para produção preliminar de SDRAM GDDR7.[3]
- Em 30 de junho de 2023, a Micron anunciou que será fabricado usando nó 1ß (equivalente ao nó de processo de 12–10 nm), com lançamento previsto para o primeiro semestre de 2024.[4]
- Em 18 de julho de 2023, a Samsung anunciou a primeira geração do GDDR7, que pode atingir até 32 Gbps por pino (largura de banda 33% maior por pino em comparação com 24 Gbps por pino no GDDR6), largura de banda 40% maior (1,5 TB/s) em comparação com GDDR6 (1,1 TB/s) e 20% mais eficiente em termos energéticos. Para o material de embalagem, utilizará composto de moldagem epóxi (EMC) juntamente com otimização da arquitetura IC, o que reduzirá a resistência térmica em 70%.[5] Mais tarde, em uma sessão de perguntas e respostas, a Samsung mencionou que será fabricado usando o nó D1z (equivalente a 15–14 nm[6]) e operará em 1,2V. Uma versão 1.1V com velocidades de clock reduzidas também será disponibilizada em algum momento no futuro, após o lançamento da versão 1.2V.[7]
- Em 5 de março de 2024, a JEDEC publicou oficial e publicamente o padrão de memória gráfica GDDR7.[8]

## Tecnologias
GDDR7 SDRAM introduziu sinalização PAM-3 (modulação de amplitude de pulso de 3 níveis) em vez de NRZ. O PAM-3 é 20% mais eficiente em termos energéticos que o NRZ, com maior largura de banda e requisitos de equipamento mais baixos que o PAM-4, o que o torna mais barato. O PAM-3 usa 1,58 bits por ciclo, enquanto o NRZ usa apenas 1 bit por ciclo. SDRAM GDDR7 também será fabricada usando nó 1ß (equivalente ao nó de processo de 12–10 nm), que será o último processo de produção de DRAM que dependerá de ferramentas de litografia ultravioleta profunda (DUV).